# Mazdak
Mazdak (persisk: مزدک) (død cirka 524 eller 528) var en proto-socialistisk reformator fra Persien. Han opnåede specielt indflydelse under den Sassanidiske konge Kavadh I's regeringsperiode.
Mazdak hævdede at være en profet udsendt af Gud. Han institutionaliserede kommunale ejendomsstrukturer og sociale velfærdsprogrammer ligesom han grundlagde den filosofiske retning "mazdakisme", der ligesom manikæismen gik ind for, at verden består af godt og ondt, lys og mørke, men i opposition til manikæismen, der så dette som universets tragedie, havde mazdakismen et meget neutralt forhold hertil.
| Biografi | Spire Denne biografi er en spire som bør udbygges. Du er velkommen til at hjælpe Wikipedia ved at udvide den. |